# Чехи
Чехите (на чешки: Češi) са западнославянски народ от Централна Европа, населяващ предимно Чешката република, където представляват около 94% (включително моравците: 3,7% и силезците: 0,1%) от населението на страната. Чешки малцинства съществуват в Словакия, Австрия, САЩ, Бразилия, Канада, Германия, Русия и други държави. Мнозинството от чехите изповядват католицизма, а по-малък брой и протестанството. Те говорят чешки език, който е много близък със словашкия.
Сред прародителите на чехите са древните славянски племена, които са обитавали районите на Бохемия, Моравия и Силезия от VI век.
От всички чешки крале най-преуспелият и влиятелен владетел е Карел IV, който също така бил и император на Свещената римска империя.
Много борци за свободата на чешкия народ, особено религиозният реформатор Ян Хус и пълководецът Ян Жижка, живели през XIV век, са смятани за национални герои. Много легенди и истории са свързани с тях.
Чехите са много горди със светците които са помагали на чешката култура, особено Свети Вацлав, който е патрон на чешкия народ. Други светци, с които чехите се гордеят, са Свети Вит, Св. Ян Непомуцки, Св. Прокоп, Свети Войтех, Св. Людмила и Света Анежка.